# Dizionario infernale
Il Dizionario infernale (Dictionnaire Infernal) è un libro di demonologia, organizzato in gerarchie infernali. Fu scritto da Jacques Auguste Simon Collin de Plancy e pubblicato per la prima volta nel 1818.

## Descrizione
A partire dal XV secolo, l'attenzione dei demonologi concentratasi dapprima solo sullo studio dei poteri del diavolo, si spostò sulle specifiche attività dei demoni. Le fonti cui questi autori facevano riferimento erano essenzialmente costituite da credenze popolari e da interpretazioni di teologi e anacoreti.
Una delle fonti più consultate era rappresentata dalla Pseudomonarchia Daemonum di Johann Wier, medico olandese allievo del celebre mago ed alchimista Agrippa von Nettesheim, che passava in rassegna varie entità demoniache, descrivendone fattezze, peculiarità e poteri.
Proprio dall'opera di Weyer, Collin de Plancy trarrà numerosi spunti per il suo Dictionnaire Infernal.
L'opera si presenta come un repertorio curioso, ricco di aneddoti a metà fra storia e leggenda. Si tratta spesso di descrizioni che hanno del comico, ma che presentano tuttavia grande valore antropologico, in quanto mostrano in che modo la civiltà umana si sia rappresentata nel corso dei secoli creature e regni d'oltretomba, sabba e riti magici, bislacche credenze e simboli apotropaici, attraverso immagini desunte dalla mitologia, da culti arcaici od esotici e dalla semplice immaginazione.
Nel susseguirsi delle sue edizioni – dalla prima (Parigi, 1818) alla sesta e definitiva (Plon, 1863) – il libro ha subìto numerose modifiche sia riguardanti il contenuto sia inerenti alla sensibilità filosofica e religiosa dell'autore, dapprima sostenitore delle tesi illuministe, poi fervente cattolico. Probabilmente l'edizione più famosa è quella del 1863, nella quale furono accluse al testo delle illustrazioni tratte per lo più dai ritratti di demoni di Louis Breton e da Les diables de litographie, raccolta di tavole di demonologia scherzosa di Eugène-Modeste-Edmond Poidevin.
Molte di queste immagini furono poi utilizzate nell'edizione del libro Piccola Chiave di Salomone di S. L. MacGregor Mathers, iniziato e Gran Maestro del sodalizio magico della Golden Dawn. Dedicatosi sin da giovanissimo alla filosofia e alle scienze occulte – pare infatti che da ragazzo facesse parte di una setta dedita al culto di Lucifero volta a promulgare scritti filosofici – de Plancy avrà in odio i valori tradizionali della gente semplice. Imbevuto di filosofia razionalistica, non credeva inizialmente in molte superstizioni.
L'opera, successivamente tradotta in lingua italiana da C.A. Valle, comincia con la frase:
e si conclude con una corretta formula cancelleresca: 
In una recensione del 1822 era scritto:
Nel frontespizio dell'edizione del 1826 era scritto:
Influenzato da Voltaire, Collin de Plancy non credeva inizialmente in molte superstizioni. Per esempio, il libro rassicura i suoi contemporanei sui tormenti dell'Inferno:
I teologi devono lasciare che i poeti raffigurino l'Inferno e non cercare di spaventare la gente con descrizioni orribili e libri raccapriccianti (p. 164).»
Ma lo scetticismo di Collin de Plancy crebbe indistintamente con il passare degli anni. Dalla fine del 1830 divenne un cattolico convinto, con la costernazione dei suoi precedenti ammiratori. Egli abiurò e modificò il suo lavoro precedente e revisionò totalmente il suo Dictionnaire Infernal per renderlo conforme ai canoni della Chiesa Cattolica Romana. La sesta ed ultima edizione del 1863 risultò totalmente insipida rispetto alle altre: contenente numerose citazioni, affermava costantemente l'esistenza dei demoni. 
Collin De Plancy scrisse varie opere oltre al Dictionnaire Infernal, tra cui ricordiamo il Dizionario delle reliquie e delle immagini miracolose (1821). Dopo la conversione De Plancy terminò la sua carriera collaborando con l'Abate Migne alla stesura di un Dizionario delle scienze occulte od Enciclopedia Teologica, descritto da alcuni come un'opera che rispecchia l'autentica dottrina della Chiesa Cattolica. Collin de Plancy morì all'età di 86 anni nel 1881.
La sua profonda competenza nelle scienze occulte gli valse il plauso del mago inglese Aleister Crowley, che ebbe a definirlo “sommo filosofo del sapere proibito”. Nella ristampa della quarta edizione, edita in Italia nel 1969, si rammenta che il libro: «Potrà essere usato liberamente da due tipi di lettori: i timorati, per trovarvi notizie sugli spiriti infernali da evitare, i corrotti, per sapere come commerciare col demonio».

## Lista dei demoni descritti
1. Aamon
2. Abigor (conosciuto anche come Eligos)
3. Abraxas-Abracas
4. Adramelech
5. Aguares
6. Alastor
7. Alocer
8. Amduscias
9. Andras
10. Asmodeo
11. Astaroth
12. Azazel
13. Bael
14. Balan
15. Barbatos
16. Behemoth
17. Belphegor
18. Belzebù
19. Berith
20. Bhairava-Beyrevra
21. Buer
22. Caacrinolaas
23. Cali
24. Caym
25. Cerbero
26. Deimos
27. Eurynome
28. Flaga
29. Flavros
30. Forcas
31. Furfur
32. Ganga (noto anche come Gramma)
33. Garuḍa
34. Gomory
35. Haborym
36. Ipes
37. Lamia
38. Lechies
39. Leonard
40. Lucifer
41. Malphas
42. Mammon
43. Marchosias
44. Melchom
45. Moloch
46. Nickar
47. Nybbas
48. Orobas
49. Paimon
50. Picollus
51. Pruflas/Busas
52. Rahovart
53. Ribesal
54. Ronwe
55. Scox
56. Stolas
57. Tap
58. Torngarsuk
59. Ukobach
60. Volac
61. Wall
62. Xaphan
63. Yan-gant-y-tan
64. Zaebos

## Edizioni
- Jacques-Albin-Simon Collin de Plancy, Dictionnaire Infernal, Parigi, P. Mongie, 1818.
- Jacques-Albin-Simon Collin de Plancy, Dizionario infernale, Milano, Editoriale Jouvence, 2022. Edizione non integrale, 246 pagine.
- Jacques-Albin-Simon Collin de Plancy, Dizionario infernale, Pavia, Xenia Edizioni, 2022. Edizione integrale, 960 pagine.
- Jacques Albino Auguste simon, Simon Collin De plancy, Dizionario infernale, Edizioni Mediterranee (2023). Numero di pagine: 325